# (2585) Irpedina
(2585) Irpedina est un astéroïde de la ceinture principale.

## Description
(2585) Irpedina est un astéroïde de la ceinture principale. Il fut découvert le 21 juillet 1979 à Naoutchnyï par Nikolaï Tchernykh. Il présente une orbite caractérisée par un demi-grand axe de 2,43 UA, une excentricité de 0,24 et une inclinaison de 6,0° par rapport à l'écliptique.

## Compléments